# Maantandvlinder
De maantandvlinder (Drymonia ruficornis) is een nachtvlinder uit de familie Notodontidae, de tandvlinders. De voorvleugellengte bedraagt tussen de 16 en 20 millimeter. De soort komt verspreid over Midden- en Zuid-Europa en Klein-Azië voor. Hij overwintert als pop.

## Waardplanten
De maantandvlinder heeft als waardplant de eik.

## Voorkomen in Nederland en België
De maantandvlinder is in Nederland en België een algemene soort, die verspreid over het hele gebied kan worden gezien. De vlinder kent één generatie die vliegt van begin april tot in juni.